# 卡洛登 (喬治亞州)
卡洛登（英語：Culloden）是一個位於美國喬治亞州門羅縣的城市。

## 地理
卡洛登的座標為32°51′47″N 84°05′37″W / 32.86306°N 84.09361°W，而該地的平均海拔高度為521米（即725英尺）。

## 人口
根據2010年美國人口普查的數據，卡洛登的面積為2.00平方千米，當中陸地面積為2.00平方千米，而水域面積為0.00平方千米。當地共有人口175人，而人口密度為每平方千米87.5人。